# Идоменей (опера Кампра)
Идомене́й (фр. Idoménée) — опера (музыкальная трагедия) в пяти актах с прологом композитора Андре Кампра на либретто Антуана Данше по пьесе Проспера Жолио де Кребийона. Премьерный показ, сыгранный труппой Королевской академии музыки, состоялся 12 января 1712 года в Париже, на сцене театра Пале-Рояль.

## Действующие лица
| Роль                              | Голос                   | Первый исполнитель                      |
| --------------------------------- | ----------------------- | --------------------------------------- |
| Идоменей                          | бас-баритон             | Габриэль-Венсан Тьевенар                |
| Эол / Арбас                       | бас-баритон             | Шарль Ардуэн                            |
| Идамант                           | тенор (о-контр)         | Жак Кошеро                              |
| Илиона                            | сопрано                 | Франсуаз Журне                          |
| Аркас                             | тенор (о-контр)         | Бюзо                                    |
| Дирка                             | сопрано                 | Мари Антье                              |
| Нептун / Верховный жрец Нептуна   | бас-баритон             | Жан Дюн                                 |
| Два жреца                         | тенор (о-контр) / тенор | Робер Лебель и месье Дешае              |
| Электра                           | сопрано                 | мадемуазель Пестель                     |
| Венера                            | сопрано                 | Мари-Катрин Пуссен                      |
| Спутница Венеры                   | сопрано                 | мадемуазель Луаньон                     |
| Две морских богини / Две пастушки | сопрано                 | мадемуазель Делорье и мадемуазель Терле |
| Протей                            | бас-баритон             | месье Дро                               |
| Ревность / Месть                  | тенор                   | травести Луи Мантьенн                   |
| Женщина с Крита                   | сопрано                 | мадемуазель Лимбур                      |
| Пастушка                          | сопрано                 | мадемуазель Декеркоф                    |

## Сюжет

### Пролог
Пещера Эола, повелителя ветров. В глубине пещеры отверстие, через которое видно море. Яростные ветры, привязанные к скалам, просят Эола обрушить их на землю и море. В пещере появляется Венера и успокаивает их. Она просит повелителя ветров устроить бурю на море, чтобы наказать Идоменея, царя Крита, возвращавшегося домой после завоевания Трои. Эол соглашается с богиней и выпускает северные ветры.

### Акт I
Дворец царей Крита. Илиона, дочь Приама, царя Трои, признаётся, что отвергла ухаживания Идоменея, царя Крита, потому, что тайно влюблена в его сына, Идаманта. В свою очередь, Идамант признаётся в любви к Илионе и освобождает пленных троянцев. На совместный праздник критян и троянцев приходит Электра, дочь царя Микен, во время войны укрывшаяся на Крите. Она невеста Идаманта, который отверг её ради другой. Электра протестует. Пораженная ревностью, она планирует отомстить ему. В это время на празднике появляется Арбас с печальным известием о том, что корабль, на котором Идоменей возвращался домой, пропал во время бури.

### Акт II
Ночь на море во время бури с сияющими молниями и раскатами грома. Потерпевшие кораблекрушение критяне, умоляют богов о спасении. Появляется Нептун, который принимает обещание царя Крита, и море успокаивается. Идоменей признаётся своему спутнику Аркасу, что он пообещал пожертвовать Нептуну первого человека, которого повстречает на берегу Крита, если вернется домой целым и невредимым. Этим человеком оказывается его сын Идамант. Царь Крита не может убить своего сына и не выполняет данного обещания.
Тем временем Электра, доведённая до отчаяния безразличием Идаманта, взывает к Венере, прося её разжечь вражду между отцом и сыном. Венера появляется на колеснице и говорит, что Электра будет отомщена. Оставшись в одиночестве, богиня призывает Ревность осуществить план мести.

### Акт III
Порт с кораблями в гавани. Аркас пытается успокоить Идоменея, который разрывается между желанием спасти сына и ревностью, так как узнал, что Идамант влюблён в Илиону. По предложению Аркаса царь приказывает сыну сопроводить невесту на её родину. Появляется Илиона. Идоменей обвиняет её в любви к Идаманту. Она во всём признаётся ему. Оставшись в одиночестве, Идоменей чувствует помутнение рассудка. В порту появляется Электра, которая благодарит царя за решение отправить её домой вместе с Идамантом. Она счастлива. Моряки готовят корабль к выходу в море. Электра призывает благоприятные ветра. Идоменей прощается с сыном. Вдруг раздаётся страшный гром, на море внезапно возникает шторм. Из моря появляется Протей и объявляет, что он против отплытия корабля. Рядом с ним показывается, поднявшееся из морских глубин, ужасное чудовище. Протей угрожает уничтожить всё, если царь не исполнит обещание, данное им Нептуну. Идоменей предлагает любую жертву, но отказывается исполнить обещание.

### Акт IV
Красивый пейзаж близ храма Нептуна. В свете последних событий на Крите Илиона беспокоится только за возлюбленного. Идамант признаётся ей, что втайне от отца готовится сразиться с чудовищем. Влюблённые признаются друг другу в любви. Илиона говорит Идаманту, что её любит и его отец. Вдруг появляется Идоменей и с удивлением обнаруживает сына у храма Нептуна. Он приказывает ему покинуть это место. В сопровождении группы священников Идоменей просит Нептуна успокоить свой гнев. Слышится песнь победы. Появляется Аркас с известием, что Идамант победил чудовище. Народ празднует победу. Надеясь успокоить богов окончательно, Идоменей отрекается от трона и отказывается от Илионы.

### Акт V
Место, подготовленное для коронации. Электра признаётся, что всё ещё любит Идаманта, и в ярости призывает Нептуна вмешаться и прервать торжества. Илиона рада предстоящей свадьбе и вступлению жениха на престол. Идоменей публично объявляет, что передаёт правление и Илиону своему сыну. Начинаются торжества. Идоменей вкладывает скипетр и корону в руки Идаманта. Вдруг раздаётся ужасный гром. Это из преисподней появляется Месть. Она говорит Идоменею, что гнев богов не сменился на милость. Сказав это, Месть возвращается в подземный мир. Торжества нарушают фурии. Идоменей снова чувствует помутнение рассудка. Он думает, что присутствует на обряде жертвоприношения, чтобы умилостивить Нептуна. Желая принести себя в жертву, Идоменей нечаянно убивает своего сына. Придя в себя, он осознает свой поступок и пытается покончить жизнь самоубийством. Но останавливается, так, как понимает, что большим наказанием, чем смерть, для него станет жизнь с чувством вины за содеянное.